# 稲生川
稲生川（いなおいがわ）は、青森県十和田市で流れる人工の川である。総延長70km、受益面積は2市4町6,000ha。農水省疎水百選。全国疎水1位。

## 開削に至る経緯
かつてこの地は火山（現在の十和田湖や八甲田連峰）の噴火で発生した火砕流などによってできた荒地で、その地質と夏場の強いやませと、八甲田おろしが吹き荒れる厳しい気候により"不毛の原野"と言われていた。「根元から三本に分かれた一本のシロタモの木」以外に目に触るものが無かったことから「三本木原」（南北10km、東西32km）と呼ばれたと伝えられている。当時この地で稲作を行う事は非常に難しく、たびたび襲う飢饉から安定的に住むことができない地域で、「三本木さ行ぐな」と言われる程であった。
盛岡藩の新渡戸傳はこれを見て稲作可能な地に変えようと水源となる人工河川の開削と、やませや八甲田おろしを防ぐ防風林の植樹、新町の建設などを計画する。この川は陸堰（地上を流れる水路）だけでは不可能で、上流に穴堰（今で言う、トンネル水路）2本を伴うものであった。十和田湖を水源とする奥入瀬川の、十和田市法量に設けられた取水口から、水路計画の終着点である太平洋岸までの全長は10里（約40km）にも及び、水を上げ新しい町を築く三本木原中心部（取水口からおよそ11km東の地点）付近を流れる奥入瀬川との高低差は30m、さらに前述した環境の厳しさもあって、難工事は当時より予想されていた。
1852年（嘉永5年）に三本木開拓の意見書が藩に提出され測量が開始される。1854年（安政元年）には建設開始に向けて有志が集まり始める。建設資金は八戸出身の蛇口伴蔵など多くの出資者を募って賄った。

## 建設開始より
1855年（安政2年）4月に開発着手の願いが藩へと提出され、8月に許可され10月4日起工される。1856年（安政3年）には最初の穴堰が貫通、翌1857年（安政4年）には2本目の穴堰も貫通する。この間に傳は役人として江戸に出たために息子の十次郎が一旦継承する。
十次郎は稲生町を東西南北12町（1.2km）の碁盤の目の格子状に分け、表通りは16m、裏通りは12mとし、街中に水路を造った。このような格子状の都市計画の始めだと言われる。札幌市を作った中心人物である開拓使の判官島義勇が三本木原を見てまわって、参考にして格子状の都市を作ったという。

## 導水そして命名
1859年（安政6年）に傳は三本木へと復帰、同年5月4日ついに導水され、水路としての機能が開始される。そしてこの地が実り豊かになるようにと願いをこめて藩主南部利剛により稲生川と命名された。その後も太平洋目指して工事は続けられ、1866年（慶応2年）には十次郎により第二次上水計画が着手される。しかし1869年（明治2年）に開発は一時中止される。その後、傳は工事の再開と国費の投入を請願、これが認められたか否かは定かではないが、国有地払い下げの記録があるため何らかの協力は得られた模様である。そして1937年（昭和12年）ついに国費での開発が決定、翌1938年（昭和13年）より国営開墾が開始される。戦争により一時は中断するも、1946年（昭和21年）に再開され、1966年（昭和41年）ついに太平洋に到達し完成した。その後も古い水路の改良工事等が行なわれている。

## 現在
2013年（平成25年）、穴堰を含む稲生川は「三本木原開拓施設群」の一部として、土木学会選奨土木遺産に選ばれた。
2014年（平成26年）、その歴史的背景が評価され国際かんがい排水委員会によるかんがい施設遺産に登録された。
2019年（平成31年）時点も十和田市を始め、水田には欠かせない水路である。